# Dysoxylum fraserianum
Dysoxylum fraserianum là một loài thực vật có hoa trong họ Meliaceae. Loài này được (A.Juss.) Benth. mô tả khoa học đầu tiên năm 1863.